# Alchemilla litwinowii
Alchemilla litwinowii é uma espécie de rosácea do gênero Alchemilla, pertencente à família Rosaceae.